# ビンブラスチン
ビンブラスチン（vinblastine）とは、抗悪性腫瘍剤（抗がん剤）の一種。CAS登録番号865-21-4。硫酸塩が「エクザール」という商品名で発売されている。VLBまたはVBLの略号で表されることがある。初期の頃は、ビンカレウコブラスチン（Vincaleukoblastine）といわれていた。

## 効果・効能
- 悪性リンパ腫、絨毛性疾患（絨毛癌、破壊胞状奇胎、胞状奇胎）、再発または難治性の胚細胞腫瘍（精巣腫瘍、卵巣腫瘍、性腺外腫瘍）、ランゲルハンス細胞組織球症
- 本剤とメトトレキサート、ドキソルビシン、シスプラチンとの併用（M-VAC療法）で、尿路上皮癌

## 副作用
骨髄抑制、知覚異常、末梢神経炎、痙攣、錯乱、昏睡、昏蒙、イレウス、消化管出血、アナフィラキシー様症状、心筋虚血、脳梗塞、難聴、呼吸困難および気管支痙攣、間質性肺炎（類薬のビンデシンで）、抗利尿ホルモン不適合分泌症候群 (SIADH) 、悪心・嘔吐、口唇炎、消化不良、歩行困難、味覚異常、不安、不眠、無精子症、無月経、性腺（睾丸、卵巣）障害など、高血圧、レイノー現象など。

## 作用機序

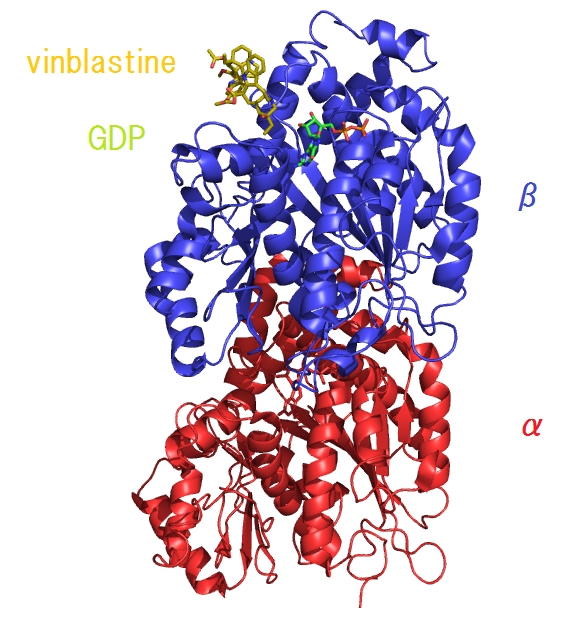
チューブリンとビンブラスチン（黄色）の複合体。チューブリンのαサブユニットを赤色で、βサブユニットを青色で示している。

あまり明らかではないが、本剤がチューブリンに結合することにより、細胞周期を分裂中期で停止させるとされる。ビンブラスチンのチューブリンに対する結合部位はβサブユニットの付近である。